# 探偵マーロウ
『探偵マーロウ』（たんていマーロウ、原題：Marlowe）は、2022年制作のアメリカ合衆国のスリラー映画（ネオ・ノワール）。
レイモンド・チャンドラーが生み出した私立探偵フィリップ・マーロウシリーズの『長いお別れ』の公認続編となる、ジョン・バンヴィル（ベンジャミン・ブラック名義）作の『黒い瞳のブロンド』（The Black-Eyed Blonde、2014年発表）の映画化。ニール・ジョーダン監督、リーアム・ニーソンがフィリップ・マーロウを演じる。ニーソンにとって、本作が映画出演100本目の記念作となる。

## あらすじ
1939年、ロサンゼルス。私立探偵のフィリップ・マーロウは、クレアというブロンド美女からの依頼で、突然姿を消した彼女の元愛人の行方を探すが、やがて映画産業が急成長するハリウッドの闇に飲み込まれていく。

## キャスト
※括弧内は日本語吹替。
- フィリップ・マーロウ：リーアム・ニーソン（大塚明夫）
- クレア・キャヴェンディッシュ：ダイアン・クルーガー（佐古真弓）
- ドロシー・クインキャノン：ジェシカ・ラング（一柳みる）
- セドリック：アドウェール・アキノエ＝アグバエ（北村謙次）
- バーニー・オールズ：コルム・ミーニー（ふくまつ進紗）
- リン・ピーターソン：ダニエラ・メルシオール（佐藤里緒）
- ルー・ヘンドリックス：アラン・カミング（三上哲）
- ニコ・ピーターソン：フランソワ・アルノー（清水優譲）
- フロイド・ハンソン：ダニー・ヒューストン（金子由之）
- イアン・ハート
- ショーナ・カーズレイク